# Klainedoxa gabonensis
Klainedoxa gabonensis är en tvåhjärtbladig växtart som beskrevs av Pierre och Adolf Engler. Klainedoxa gabonensis ingår i släktet Klainedoxa och familjen Irvingiaceae. Inga underarter finns listade i Catalogue of Life.